# Casa Blanca
La Casa Blanca (en inglés: The White House) es la residencia oficial y lugar de trabajo del presidente de los Estados Unidos. Está situada en el cuadrante noroeste, en el número 1600 de la Avenida de Pensilvania, en Washington D. C., y ha sido la residencia de todos los presidentes de Estados Unidos desde John Adams en 1800, cuando la capital nacional se trasladó de Filadelfia a Washington D. C. El término "Casa Blanca" se utiliza habitualmente como metonimia para referirse al presidente y a sus asesores.
La residencia fue diseñada por el arquitecto irlandés James Hoban en estilo neoclásico. Hoban modeló el edificio basándose en el Leinster House de Dublín, un edificio que en la actualidad alberga al Oireachtas, la legislatura irlandesa. James Hoban prestó a sus esclavos para la construcción, que se llevó a cabo entre 1792 y 1800, con un exterior de arenisca de Aquia Creek pintado de blanco. Cuando Thomas Jefferson se mudó a la casa en 1801, él y el arquitecto Benjamin Henry Latrobe agregaron columnatas bajas en cada ala para ocultar lo que entonces eran establos y almacenes. En 1814, durante la Guerra de 1812, las fuerzas británicas incendiaron la mansión en el incendio de Washington, destruyendo el interior y carbonizando gran parte del exterior. La reconstrucción comenzó casi de inmediato y el presidente James Monroe se mudó a la Residencia Ejecutiva parcialmente reconstruida en octubre de 1817. La construcción exterior continuó con la adición del Pórtico Sur semicircular en 1824 y el Pórtico Norte en 1829.
Debido al hacinamiento dentro de la mansión ejecutiva, en 1901 el presidente Theodore Roosevelt hizo trasladar todas las oficinas de trabajo a la recién construida Ala Oeste. Ocho años más tarde, en 1909, el presidente William Howard Taft amplió el Ala Oeste y creó la primera Oficina Oval, que finalmente fue trasladada y ampliada. En la Residencia Ejecutiva, en 1927 el ático del tercer piso se convirtió en vivienda aumentando el tejado a cuatro aguas existente con extensas buhardillas. Un Ala Este recién construida se utilizó como área de recepción para eventos sociales. Las columnatas de Jefferson conectaban las nuevas alas. Las modificaciones del Ala Este se completaron en 1946, creando un espacio de oficinas adicional. En 1948 se descubrió que los muros de carga y las vigas de madera de la residencia estaban al borde del colapso. Bajo la presidencia de Harry S. Truman, las habitaciones interiores se desmantelaron por completo y se construyó una nueva estructura interna de acero de carga dentro de las paredes. En el exterior se añadió el Balcón de Truman. Una vez finalizada la obra estructural se reconstruyeron las estancias interiores.

## Historia

### Construcción

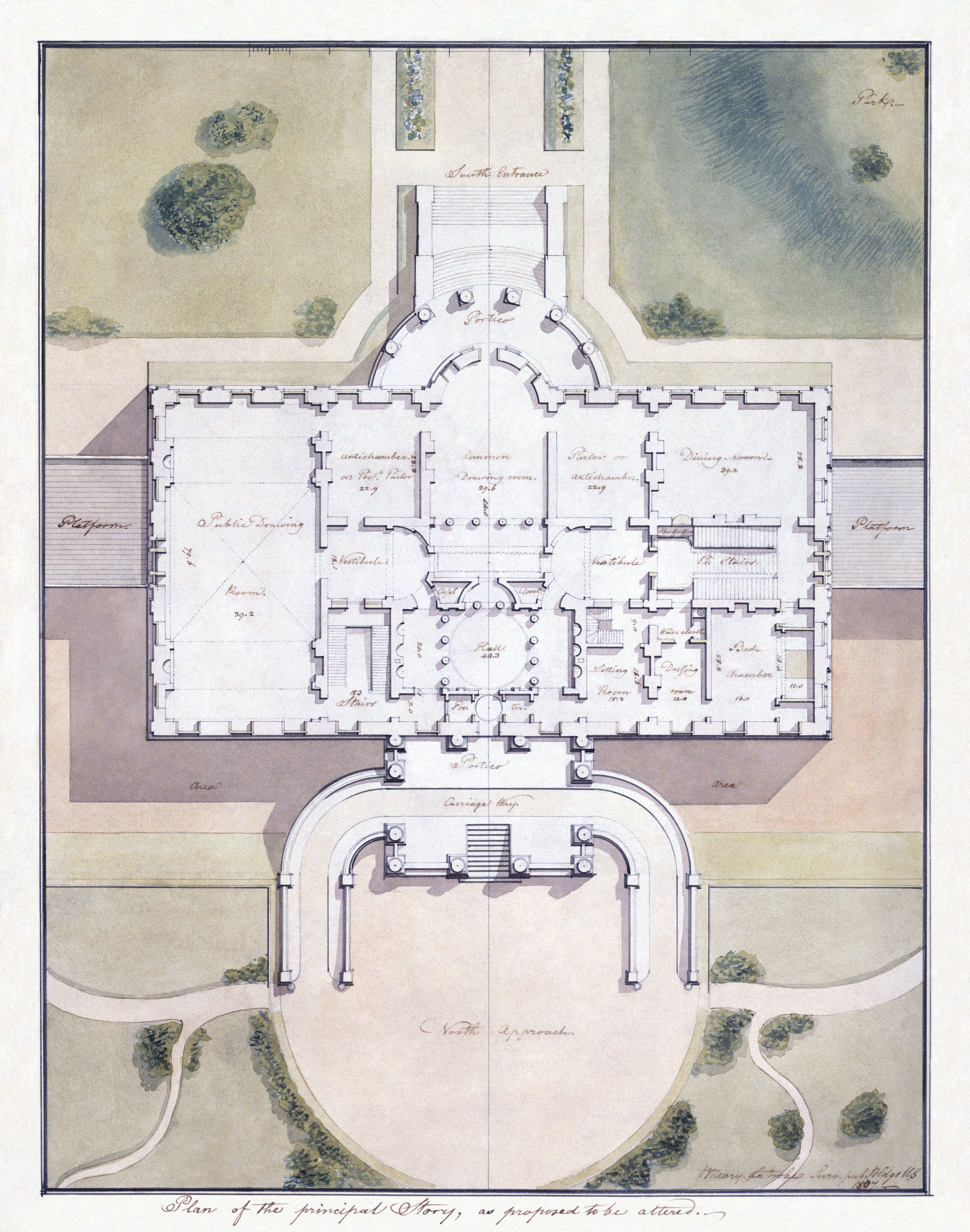
Planta del piso principal de la Casa Blanca, por Benjamin Henry Latrobe (1807).

El 13 de octubre de 1792, la construcción comenzó con la colocación de la primera piedra, puesta por el alcalde de Georgetown, Pedro Casanave, un emigrante español de origen navarro.
La construcción inicial se llevó a cabo en un período de ocho años, con un costo informado de 232 371,83 dólares de la época (7,5 millones de dólares de 2023). Aunque todavía sin terminar, la Casa Blanca estaba lista para ser ocupada alrededor del 1 de noviembre de 1800. Cuando se terminó la construcción, las porosas paredes de piedra arenisca fueron cubiertas con una mezcla de cal, cola de arroz, caseína y plomo, dando a la casa su color familiar y su nombre.

### Los primeros años, incendio de 1812, reconstrucción
John Adams fue el primer presidente en establecer su residencia en la Casa Blanca el 1 de noviembre de 1800. Durante el segundo día de estancia le escribió una carta a su esposa Abigail, que contenía una oración para la casa. Adams escribió:

Rezo al Cielo para que otorgue las mejores bendiciones a esta casa, y a todos los que en adelante la habiten. Ojalá que solo hombres sabios y honestos gobiernen siempre bajo este techo.

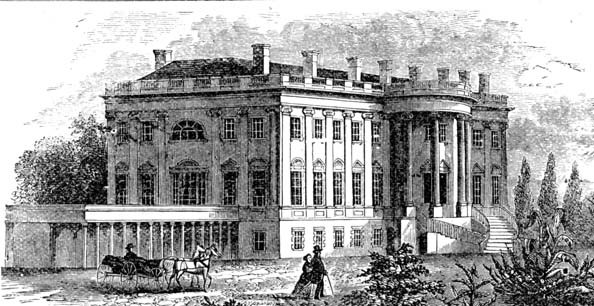
La Columnata Oeste de Jefferson se ve a la izquierda de la residencia en este grabado del siglo XIX. Originalmente ayudaba a encubrir un establo y un lavadero. Posteriormente se convirtió en la piscina del presidente Roosevelt. El presidente Nixon convirtió el lugar en la actual sala de prensa.

El presidente Franklin D. Roosevelt ordenó que la bendición de Adams fuera esculpida en la repisa de la chimenea del salón de Cenas de Estado. Adams vivió en la casa poco tiempo, y pronto fue ocupada por el presidente Thomas Jefferson, que planeó agrandar la residencia. Con la ayuda de Benjamin Henry Latrobe, ayudó a proyectar el diseño de las Columnatas Este y Oeste, pequeñas alas que ayudaban a ocultar los edificios que albergaban las dependencias de lavandería, un establo y un almacén. Actualmente las columnatas Jefferson unen la residencia con las Alas Este y Oeste.
Durante la guerra de 1812, gran parte de Washington fue incendiada por las tropas británicas en venganza por la quema de los Edificios del Parlamento del Alto Canadá (actualmente Ontario), dejando la Casa Blanca en ruinas. El interior de la mansión quedó destruida, y solamente permanecieron las paredes exteriores, y tuvieron que ser derribadas y posteriormente reconstruidas debido al debilitamiento que causó el fuego y a la posterior exposición a los elementos, a excepción de porciones de la pared sur. Una leyenda surgió a raíz de la reconstrucción de la estructura, que decía que se utilizó pintura blanca para ocultar los daños que había producido el incendio, dando al edificio su nombre. Esto es infundado, dado que el edificio ya había sido pintado de blanco desde su construcción en 1798. De todos los objetos que fueron saqueados de la Casa Blanca durante la guerra, solo se han recuperado dos: una pintura de George Washington, rescatada por la entonces primera dama Dolley Madison cuando escapaba de la mansión, y una caja de joyería, que fue devuelta al presidente Franklin Delano Roosevelt en 1939 por un canadiense que dijo su abuelo la había tomado.

### La necesidad de más espacio: el ala oeste
En tiempos de la guerra civil estadounidense, la Casa Blanca estaba atestada. Algunos también se quejaron por la situación de la Casa Blanca, justo al norte de un canal y unos pantanos, que constituían las condiciones idóneas para contraer la malaria y otras enfermedades. Se pidió al general de brigada Nathaniel Michler proponer soluciones para tratar estos problemas. Este propuso abandonar la Casa Blanca como residencia, y utilizarla solamente como despacho; propuso un nuevo palacio para la primera familia, en Meridian Hill Park en Washington, pero el plan fue rechazado por el Congreso.
En 1891, la primera dama Caroline Harrison propuso ampliaciones a la Casa Blanca, que incluían un Ala Nacional en el este para una galería de arte, y un ala en el Oeste para actos oficiales. Se diseñó un proyecto por el coronel Theodore A. Bingham, que reflejó el plan de Harrison. En 1901, Theodore Roosevelt y su gran familia se trasladaron a la Casa Blanca, que la encontraron demasiado pequeña. Tres arquitectos, McKim, Mead & White, fueron contratados para realizar renovaciones y su ampliación, incluyendo el ala oeste. La primera familia pasó cuatro meses de 1902 en una residencia temporal en el número 22 de Jackson Place. Hacia 1909, el presidente William Taft requirió más espacio por lo que emplearon al arquitecto Nathan C. Wyeth para añadir más espacio en el Ala Oeste, que incluyó la instalación del Despacho Oval.

### La reconstrucción de Harry Truman

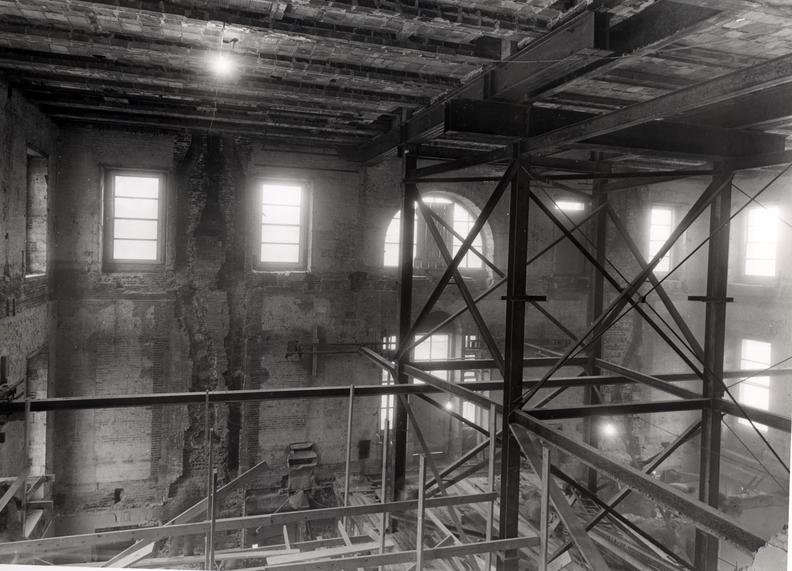
Reconstrucción Truman, 1949-1952. Primero fueron desmontados y almacenados la madera y vigas, luego se construyó una estructura de acero dentro de las paredes originales. Los espacios interiores, con la mayor parte de la decoración y piso originales, fueron reconstruidos dentro de la nueva estructura.

Décadas de escaso mantenimiento y la construcción de un cuarto piso durante la administración del presidente Calvin Coolidge afectaron a la estructura de ladrillo y piedra arenisca construida sobre marcos de madera. En 1948, la casa llegó a ser tan inestable, que el presidente Harry Truman la abandonó, trasladándose a la Casa Blair, entre 1949 y 1951.
La reconstrucción, llevada a cabo por la empresa contratista John McShain de Filadelfia, requirió desmontar por completo los espacios interiores, la construcción de un nuevo bastidor interno de acero y la reconstrucción de los cuartos originales dentro de la nueva estructura. Se hicieron algunas modificaciones, al hacer más grande y colocar de nuevo la escalera central para que se abriese al Vestíbulo de Entrada, en lugar de al Vestíbulo Central. Se añadió aire acondicionado central, y dos sótanos secundarios adicionales que proporcionaban espacio para salas de trabajo, almacenes y un refugio contra bombas. La familia Truman se trasladó nuevamente a la Casa Blanca el 27 de marzo de 1952. Si bien la casa se salvó gracias a la reconstrucción de Truman, gran parte del mobiliario interior era de poco valor histórico. La mayor parte de los enlucidos originales estaban demasiado dañados para instalarse de nuevo, como el robusto revestimiento de madera Beaux Arts de la Sala Este. El presidente Truman había mandado conservar las vigas originales de madera. Las paredes de la Sala Vermeil, la Biblioteca, la Sala de China y la Sala de Mapas en el piso de la residencia principal fueron revestidas con madera de estas vigas.

### La restauración Kennedy

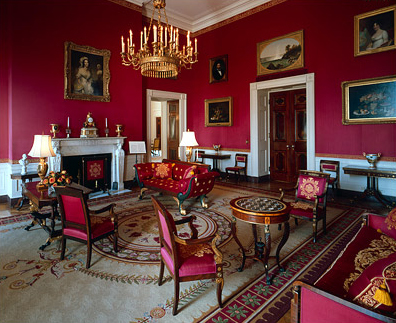
El Cuarto Rojo diseñado por Stéphane Boudin durante la administración de John F. Kennedy en el estilo Imperio Americano.

La primera dama Jacqueline Kennedy, esposa del presidente John Kennedy, dirigió la redecoración más extensa y más histórica de la mansión en su historia. Henry Francis du Pont, del museo de Winterthur, Delaware, presidió un comité para restaurar los muebles y objetos artísticos de la casa. La investigación fue planeada sobre el uso y la decoración de los principales cuartos. Fueron seleccionados diversos períodos históricos como tema para cada sitio: el Estilo federal para el Cuarto Verde; Imperio francés para el Cuarto Azul; Imperio Americano para el Cuarto Rojo; estilo Luis XVI para el Cuarto Oval Amarillo; y estilo Victoriano para el estudio del presidente, renombrado como Cuarto de Tratados. Se adquirieron muebles antiguos, y se encargaron telas decorativas basadas en documentos de cada periodo. Muchas de las antigüedades, pinturas y otras mejoras del período de Kennedy fueron donadas a la Casa Blanca por mecenas ricos, incluyendo la familia Crowninshield, Jane Engelhard, Jayne Wrightsman, y la familia Oppenheimer. La restauración de Kennedy dio lugar a una Casa Blanca lujosa y con un aspecto cercano al de la nobleza europea, y que recordaba el gusto francés de los presidentes Madison y de Monroe.
Gran parte del estilo francés provenía del decorador de interiores Stéphane Boudin, de la empresa Maison Jansen, una casa de diseño de París, la misma firma que había diseñado la decoración de los palacios de Elsie de Wolfe, señora Olive Baillie, las familias reales de Bélgica y de Irán, el Reichsbank alemán durante el período del Nazismo y el Castillo de Leeds en Kent. Fue editada la primera guía turística de la Mansión bajo la dirección de la conservadora Lorena Waxman Pearce, con la supervisión directa de Jacqueline Kennedy. Las ventas de las guías ayudaron a financiar la restauración.

### Comité para la preservación de la Casa Blanca

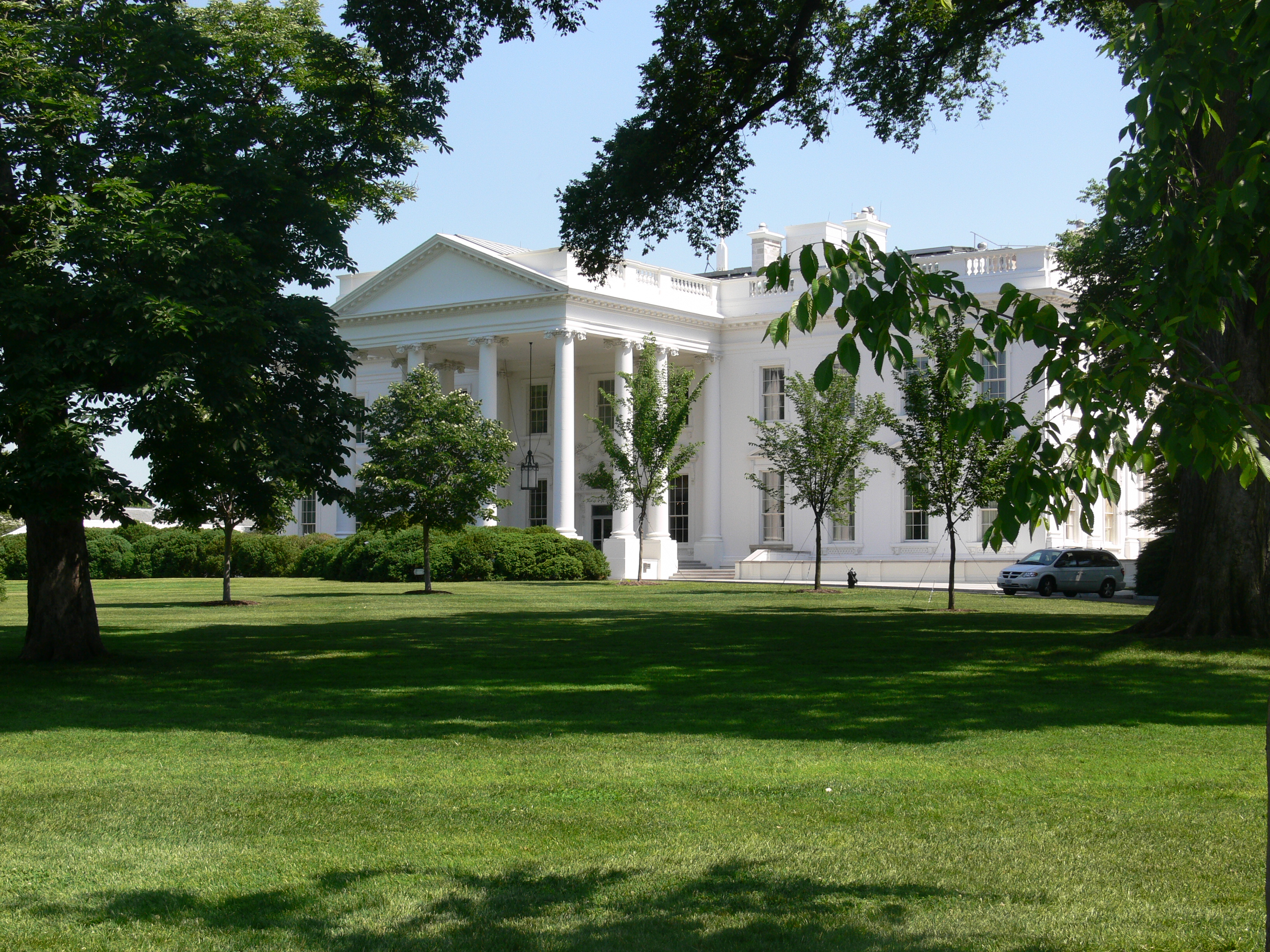
La Casa Blanca desde los jardines.

Con el tiempo, el Comité asesor de Bellas Artes de Kennedy dio lugar a un organismo autorizado por el Congreso, el Comité para la preservación de la Casa Blanca, cuya misión es mantener la integridad histórica del edificio. El comité trabaja con la Primera Familia, por lo general representada por la primera dama, el conservador de la Casa Blanca, y el ujier principal. Cada familia presidencial ha hecho algunos cambios en las habitaciones familiares, pero todos los cambios en los Cuartos Estatales deben ser aprobados por el Comité para la Preservación de la Casa Blanca. Durante la administración Nixon, la primera dama Pat Nixon restauró el Cuarto Verde, Cuarto Azul y Cuarto Rojo, trabajando con Clement Conger. Durante los años 1990, con el presidente Clinton, se hicieron restauraciones en algunos cuartos por el decorador de Arkansas Kaki Hockersmith. Fueron restaurados el Cuarto Este, Cuarto Azul, Comedor Estatal y la Sala de estar Lincoln. Una restauración reciente del Dormitorio Lincoln, comenzada durante la administración Clinton, fue completada durante el mandato de George W. Bush.

### 11 de septiembre de 2001
El plan original de los atentados del 11 de septiembre de 2001 era secuestrar 12 aviones, de los cuales uno iba a impactar en la Casa Blanca. Al percatarse que la operación era inabarcable, ya que eran demasiados objetivos, se redujeron a 5. Uno de ellos aún era la Casa Blanca, ya que representaba el poder ejecutivo de los Estados Unidos. Zacarias Moussaoui (el terrorista que iba a pilotar el quinto avión) fue detenido por el FBI el 16 de agosto de 2001, debido a cargos de inmigración. Finalmente redujeron a 4 los objetivos y la Casa Blanca fue eliminada.

## La residencia
La residencia original se halla en el área del centro de la Casa Blanca, en el edificio que está entre las dos columnatas, diseñadas por Jefferson, que ahora sirven para conectar las oficinas situadas en el Ala Este y el Ala Oeste. En la residencia ejecutiva es donde vive el presidente, además de hallarse las salas utilizadas para las ceremonias de Estado y entretenimientos oficiales. La planta de Estado de la residencia incluye la sala del Oriente, la sala Verde, la sala Azul, la sala Roja, el comedor de Estado, el comedor de Familia, los Vestíbulos y la Gran Escalinata. La planta baja está formada por la sala Oval de Diplomáticos (usada como sala de recepción), la sala de Mapas, la sala de China, la sala Vermeil, la biblioteca Presidencial, la cocina principal y otras oficinas. En el segundo piso está la residencia familiar. Incluye la sala Oval Amarilla (que se abre al balcón Truman) y varios dormitorios, incluyendo el dormitorio principal, El dormitorio Lincoln, el dormitorio de las Reinas, así como otras dos habitaciones, una pequeña cocina y un vestidor privado. La tercera planta de la Casa Blanca consta de un solárium (centro de bronceado), sala de juegos, sala de sábanas, una cocina y otro salón.

## Ala oeste

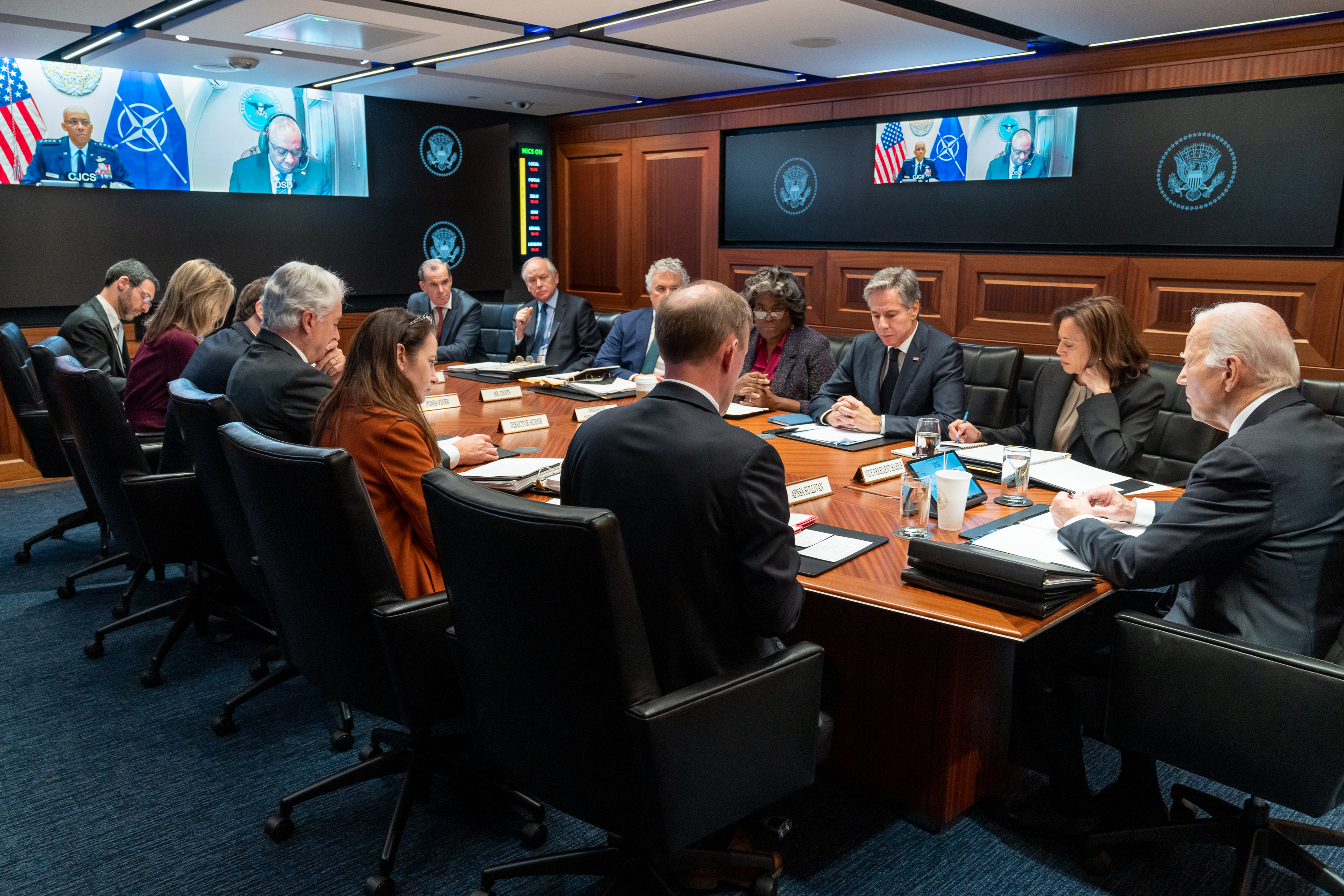
El entonces presidente estadounidense Joe Biden y funcionarios de seguridad nacional en la Sala de crisis de la Casa Blanca recientemente renovada el 11 de octubre de 2023.

A principios del siglo XX, nuevos edificios fueron construidos en los dos lados de la mansión, para acomodar a los trabajadores del presidente. El Ala Oeste es un edificio de tres pisos principales y varios niveles subterráneos, donde está situada la Oficina del Presidente, el Despacho Oval (The Oval Office) y las oficinas de los miembros importantes de su Administración. También incluye una sala para las reuniones de su Gabinete Presidencial (Cabinet Room) y la Sala de Situaciones (Situation Room). En el exterior, hay el jardín de rosas de la Casa Blanca, usado históricamente como lugar de reuniones tanto formales como informales.
Los demás miembros de la Rama Ejecutiva incluyendo el Vicepresidente que trabajan para el presidente, tienen sus oficinas en un edificio situado al oeste del ala oeste de la casa blanca, llamado el Edificio de la Oficina Ejecutiva Eisenhower (Eisenhower Executive Office Building), y cada secretaría del gabinete, tienen sus propios edificios administrativos de su departamento.

## Ala este
El Ala Este es una estructura de dos pisos en el lado oriental de la Residencia Ejecutiva, de la Casa Blanca. El ala oriental alberga las oficinas de la primera dama, y su Secretario Social, también reciben la correspondencia personal, y otros miembros del personal de la Casa Blanca tienen oficinas aquí. El ala oriental también incluye el teatro de la Casa Blanca, el centro de visitante en su entrada, y las columnas orientales, un pasillo que conecta el cuerpo del ala oeste a la residencia. Enfrente de las columnata está el jardín llamado, Jacqueline Kennedy Garden al pasar la caminata de las columnas uno entra a la planta baja de la residencia de la Casa Blanca.

## Estructura
Muy poca gente se da cuenta del verdadero tamaño de la Casa Blanca, ya que buena parte de ella se encuentra distribuida en los subterráneos, y a esta la tapan los árboles del jardín. La Casa Blanca tiene:
- 6 pisos y 5100 m² (55 000 ft².).
- 132 habitaciones y 35 baños en los dos pisos de arriba.
- 412 puertas.
- 147 ventanas.
- 28 chimeneas.
- 60 escaleras.
- 7 ascensores.